# Kodak Picture CD

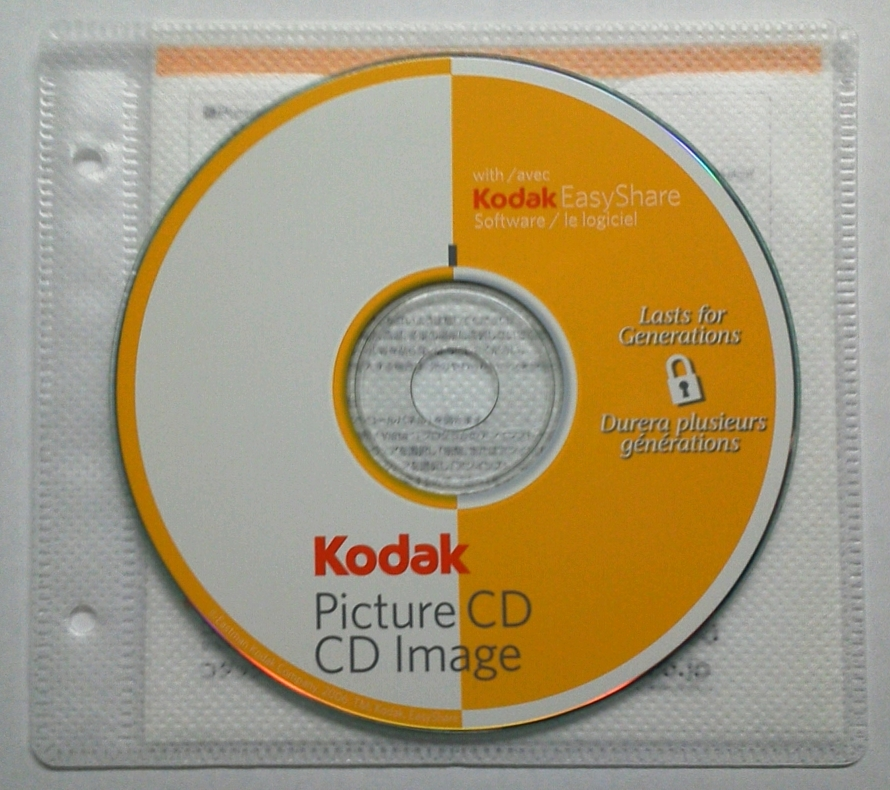
Kodak Picture CD

Die Kodak Picture CD ist ein historisches ISO-9660-konformes Format einer CD-ROM nach dem Yellow Book-Standard und diente zur digitalen Archivierung von Fotografien. Sie wurde ausschließlich als Zusatzleistung bei der Entwicklung von Kleinbild-Negativ- oder APS-Filmen angeboten.

## Allgemein
Die Kodak Picture CD wurde als kostengünstige Alternative zur bekannten Kodak Photo CD angeboten und wandte sich vorwiegend an Amateurfotografen. Entwickelt und eingeführt wurde sie im Sommer 1999 von der Eastman Kodak Company. Die digitalisierten Fotografien wurden auf der Compact Disc mit 8 Bit pro Farbkanal im verlustbehafteten JPEG-Format gespeichert. Die Bilder von Kleinbildfilmen lagen mit einer Auflösung von 1536 × 1024 Pixeln und bei APS-Filmen mit 1536 × 864 Pixeln vor. Gespeichert wurden die Bilddateien im Verzeichnis „PICTURE“. Auf einer Kodak Picture CD ließ sich jeweils nur ein Negativfilm archivieren.

## Ausstattung
Damit die Bilddateien den zugehörigen Papierabzügen zugeordnet werden können, lag ein digitaler Kontaktbogen (Index-Print) bei. Um die Zuordnung zwischen dem Negativfilm und der zugehörigen Picture CD zu gewährleisten, wurde neben dem Entwicklungsdatum auch die Seriennummer des Films auf der CD abgedruckt.
Außer den Fotografien befanden sich noch rudimentäre Programme für Windows und Macintosh zur Sichtung, Präsentation und Bildbearbeitung auf der CD-ROM.

## Alternativen
- Fujicolor CD
- ImageCD (Cewe Color)